# Asamblea Departamental del Magdalena
La Asamblea Departamental del Magdalena es una corporación pública de carácter político-administrativo del Departamento del Magdalena en Colombia. Se encarga de emitir ordenanzas y resoluciones de obligatorio cumplimiento en su jurisdicción territorial. 

## Diputados
| Nombre                             | Profesión                                                 | Partido político    |
| ---------------------------------- | --------------------------------------------------------- | ------------------- |
| Julio David Alzamora Arrieta       | Abogado, Esp. en Derecho Público                          | Cambio Radical      |
| Claudia Patricia Aarón Viloria     | Comunicadora Social                                       | Cambio Radical      |
| Gustavo Adolfo Durán Revollo       |                                                           | Cambio Radical      |
| William José Lara Mizar            |                                                           | Cambio Radical      |
| Joaquín Alfonso Cortina Sulbarán   |                                                           | Cambio Radical      |
| Jair Alexander Mejía Alvear        | Economista                                                | Centro Democrático  |
| César Augusto Pacheco Charris      |                                                           | Centro Democrático  |
| Elizabeth Sabina Molina Campo      | Abogada                                                   | Partido de la U     |
| Carlos Julio Díaz Granados Álvarez |                                                           | Alianza Verde       |
| Martha Luz López Castillo          |                                                           | Partido Liberal     |
| Amed José Zawady Pupo              |                                                           | Colombia Renaciente |
| Rafael Emilio Noya García          |                                                           | Fuerza Ciudadana    |
| Alex Antonio Velásquez Alzamora    | Abogado, Epc. en Derecho Administrativo y Constitucional. | Partido Conservador |

## Organización

### Mesa directiva 2022
- Presidente: Jair Alexander Mejia Alvear
- Primer vicepresidente: Alex Velásquez Alzamora
- Segundo vicepresidente: William Lara Mizar
- Secretaria general: María José Zorro Corvacho

### Comisiones
1. Plan de Desarrollo Económico y Social o del Plan.
2. Asuntos Económicos, Presupuestales, Fiscales y Hacienda.
3. Educación, Deporte, Cultura, Turismo y Agropecuaria.
4. Salud, Medio Ambiente y Servicio Públicos.
5. Gobierno, Justicia, Desarrollo Comunitario, Paz y Ética.